# Djurgårdens IF Fotboll 1902
Djurgårdens IF Fotboll spelade i dåvarande Svenska bollförbundets serie 1902. Man vann serien och blev dessutom obesegrade i den.
Dock förlorade DIF finalen med 1-0 mot Gefle IF i Rosenska pokalen.